# Мэддисон, Фредерик (футболист)
Фре́дерик Бра́ннинг Мэ́ддисон (англ. Frederick Brunning Maddison, при рождении Фре́дерик Ча́ппелл (англ. Frederick Chappell); 22 июля 1849 — 25 сентября 1907) — английский футболист. Наиболее известен по выступлениям за клубы «Оксфорд Юниверсити» и «Уондерерс», в составе которых выиграл два Кубка Англии, а также как игрок сборной Англии в первом в истории матче футбольных сборных.

## Ранние годы
Родился 22 июля 1849 года в Вестминстере в семье Фредерика Пейти Чаппелла и Элеанор Чаппелл (в девичестве Мэддисон). 5 февраля 1873 года сменил имя и фамилию на Фредерик Браннинг Мэддисон. Учился в Марлборском колледже (Марлборо, Уилтшир), а затем в Оксфорде (Брасенос-колледж).

## Футбольная карьера
25 февраля 1871 года сыграл за сборную Шотландии в неофициальном матче против англичан, который стал третьим в серии неофициальных матчей между сборными Англии и Шотландии, прошедшей с 1870 по 1872 год. 30 ноября 1872 года сыграл за сборной Англии в первом в истории официально признанном матче футбольных сборных под именем Фредерик Чаппелл.
В составе команды «Оксфорд Юниверсити» сыграл в двух финалах Кубка Англии. В 1873 году его команда проиграла клубу «Уондерерс», однако уже в следующем году команда Оксфордского университета выиграла трофей, обыграв «Ройал Энджинирс» со счётом 2:0. Мэддисон участвовал в голевой комбинации, которая привела ко второму голу.
После ухода из Оксфордского университета играл за клуб «Уондерерс», в составе которого выиграл ещё один Кубок Англии, обыграв в финальном матче 1876 года клуб «Олд Итонианс». В дальнейшем играл за клубы «Кристал Пэлас», «Сивил Сервис» и в показательных матчах за команду Лондона и команду Юга Англии против команды Севера Англии.

## Вне футбола
В апреле 1883 года женился на Катарин Мэри Адела Тиндал в Лондоне. У пары было двое детей, Дайана Мэрион Адела (род. 1886) и Ноэл Сесил Гай (род. 1888). Его жена была композитором, известной под именем Адела Мэддисон.
Начиная примерно с 1894 года супруги Мэддисон участвовали в организации концертной деятельности в Лондоне для французского композитора Габриеля Форе. Фредерик тогда работал на компанию Metzler, занимавшуюся изданием музыкальных произведений, которая приобрела право на издание музыку Форе в конце XIX века. Сам Форе был «другом семьи» Мэддисонов и отдыхал в их резиденции в Сен-Люнер в Бретани. С 1898 года Мэддисон и его жена жили раздельно, Адела проживала в Париже и, по некоторым данным, состояла во внебрачных отношениях с Форе.
Фредерик Мэддисон умер в Берлине (Германская империя) 25 сентября 1907 года в возрасте 58 лет.

## Достижения
Оксфорд Юниверсити
- Обладатель Кубка Англии: 1874
- Финалист Кубка Англии: 1873

Уондерерс
- Обладатель Кубка Англии: 1876